# Алаунпхая
Алаунпха́я (бирм. အလောင်းဘုရား), также Алаунг Минтайя, Аломпра, У Аун Зея (24 сентября 1714 — 11 мая 1760) — царь Бирмы с 1752 года, основатель династии Конбаун, он завоевал огромную территорию, победил монов и шанов, объединил Бирму и создал новую династию.
Был правителем округа Шуэбо, в 1752 году Алаунпая возглавил борьбу против монской династии в Пегу. В 1754 году он захватил Аву, где основал свою столицу. Моны предприняли против него поход, но он объединил большое количество бирманцев, и ему на помощь пришли шаны. К 1755 году подчинил практически всю Бирму, в 1755 году основал город Рангун.
Он подчинил также правителей отдельных государств Шан. В 1756 году взял Сириам, а в 1757 году — Пегу, покорив Монское царство, несмотря на поддержку, которую монам оказывала Франция.
В 1759 году он подавил восстание в Пегу, которое поддерживали англичане.
В 1760 году он занял Тенассерим и со всем войском направился на штурм Аютии — столицы Сиама. Легко раненый, он решил лично стрелять из пушки по Аютии, но снаряд разорвался, не выстрелив, и Алаунпайя, получив тяжёлое ранение,  умер через два дня. Бирманские войска были отведены от Аютии, хотя последняя всё же пала в 1767 году.
Ему наследовал старший сын Наундоджи.